# 马尼拉挖掘者足球俱乐部
马尼拉挖掘者足球俱乐部（英語：Manila Digger F.C.），是菲律宾的一支足球会，2018年成立。他们于2023年首次参加保利諾·艾簡達拿盃
，并于2024年首次加入菲律宾足球联赛作赛。